# Звонцов, Василий Михайлович
Васи́лий Миха́йлович Звонцо́в (13 апреля 1917, Вахонькино, Новгородская губерния — 20 ноября 1994, Санкт-Петербург) — советский художник-график, офортист, педагог, автор теоретических исследований.

## Биография
Василий Звонцов родился в деревне Вахонькино Череповецкого уезда Новгородской губернии (ныне Кадуйский район Вологодской области) в семье сельского учителя Михаила Логиновича Звонцова.
Систематические занятия Василия Звонцова рисованием начались в Череповце под руководством А. А. Алексеевой, выпускницы ВХУТЕИНа. В 1935 году Звонцов поступил в Ленинградское художественное училище. Особое влияние на будущего художника оказал преподававший в училище рисовальщик и офортист Александр Громов. «Именно Громов первым рассказал нам об офорте… С тех пор я задумал непременно стать офортистом», — вспоминал Звонцов.
В 1939 году поступил на факультет живописи ленинградский Институт живописи, скульптуры и архитектуры, но вскоре был призван в действующую армию. Прошёл всю войну (закончил её в звании подполковника, кавалером пяти боевых орденов).
В 1946 году демобилизовался и восстановился в институте на первом курсе, но перешёл на факультет графики (1948). Его учителями были такие мастера, как Константин Рудаков, Алексей Пахомов, Леонид Овсянников и Г. Д. Епифанов. Окончив Ленинградский институт живописи, скульптуры и архитектуры им. И. Е. Репина в 1952 году, Звонцов остался работать на факультете графики. С 1953 по 1971 годы преподавал офорт и подготовил много талантливых художников. На основе накопленного педагогического опыта издал учебник «Офорт. Техника. История», написанный в 1971 году  вместе с заведующим кафедрой станковой и книжной графики Санкт-Петербургской Государственной художественно-промышленной академии им. А. Л. Штиглица Владимиром Шистко
Работал в области эстампа и станковой графики (карандаш, уголь, китайская тушь). Особое внимание уделял технической стороне своих произведений. Владея всеми известными приёмами офорта. Много сделал в этой технике. Любил игловой офорт и гравирование сухой иглой. Из всех жанров предпочитал пейзаж. Известна серия его офортов, посвящённых Пушкинскому заповеднику в Михайловском. По словам художника, «настоящий пейзаж вызывает чувства куда более тонкие, представления более значительные и развивает в людях способность замечать и ценить прекрасное».
Как писал поэт и друг художника Михаил Дудин: «В его листах, посвящённых Пушкинскому заповеднику, звучит вечная музыка этих волнистых просторов земли, этих берёзовых и сосновых перелесков, разбегающихся во все концы лета, заглядывающих на бегу в тишайшие зеркала озёр, как в глаза бессмертной любви и страсти».

## Семья
- первая жена — Мария Рудницкая (1916—1983), художник.
  - дочь — Екатерина Звонцова (1947—2006), художник[7].
- вторая жена — Зинаида Ивановна Костко[8] (1924—2021), архитектор[9].

## Труды
Автор ряда книг и нескольких статей об офорте и о выдающихся современных графиках.
- Звонцов В., Шистко В. Офорт. Техника. История. — СПб: Аврора, 2004. — ISBN 5-7300-0717-5
- О культуре экспонирования // Творчество. — 1975. — № 11. — С. 13—14.
- Наследие Д. И. Митрохина // Искусство. — 1974. — № 8. — С. 33—38.
- Основы понимания графики. — М., 1971.
- Техника офорта. — Л., 1959.